# Torcuato Benjumeda

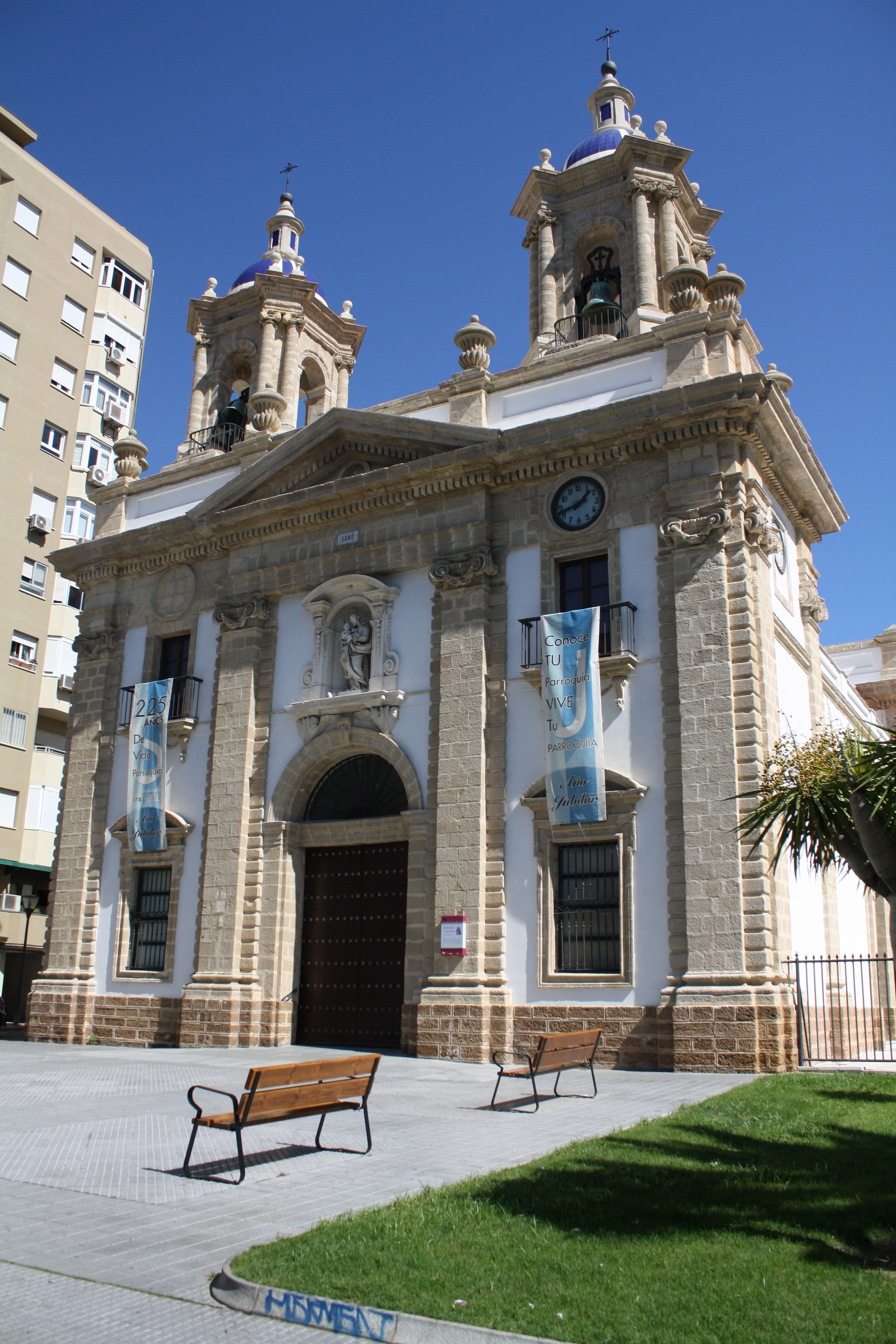
Kościół św. Józefa w Kadyksie

Torcuato Benjumeda y Laguada (ur. 4 stycznia 1757 w El Puerto de Santa María, zm. 15 kwietnia 1836 w Kadyksie), hiszpański architekt, uczeń Torcuato Cayóna. Uznawany za jednego z najważniejszych architektów neoklasycystycznych w Hiszpanii.
Dokończył budowę kościoła Oratorio de la Santa Cueva w Kadyksie na podstawie projektu swego mistrza Torcuato Cayóna.